# Tekkaman/Il cavaliere dello spazio
Tekkaman/Il cavaliere dello spazio  è un singolo discografico del gruppo "I Micronauti", pubblicato nel 1980. Il brano Tekkaman era la sigla dell'anime omonimo, scritto da Luigi Albertelli su musica e arrangiamento di Vince Tempera. Il brano è cantato da Silvio Pozzoli, con voce narrante di Moreno Ferrara. Il cavaliere dello spazio è un brano strumentale ispirato alla serie, scritto da Luigi Albertelli su musica e arrangiamento di Vince Tempera.

## Tracce
Lato A
- Tekkaman - (Luigi Albertelli-Vince Tempera)

Lato B
- Il cavaliere dello spazio - (Luigi Albertelli-Vince Tempera)

## Edizioni
Entrambi i brani sono stati inseriti nella compilation Supersigle TV vol. 4 e in numerose raccolte.